# Synke Köhler
Synke Köhler (geboren am 4. Juli 1970 in Dresden) ist eine deutsche Schriftstellerin.

## Leben
Synke Köhler wuchs in Dresden auf. Sie schloss ein Psychologiestudium mit Diplom ab, arbeitete als Grafikerin und studierte an der Drehbuchwerkstatt München und am Deutschen Literaturinstitut Leipzig.
Köhler lebt in Berlin.

## Auszeichnungen
- 2017: Würth-Literaturpreis, 2. Preis
- 2017: Heinrich-Heine-Stipendium, Lüneburg
- 2016: Stadtschreiberstipendium in Hausach
- 2016: Aufenthaltsstipendium der AdK im Alfred-Döblin-Haus in Wewelsfleth
- 2015/2016: Romanwerkstatt des Literaturforums im Brecht-Haus
- 2015: Aufenthaltsstipendium des Landes Brandenburg auf Schloss Wiepersdorf
- 2015: Newcomer Preis beim Literaturpreis Wartholz
- 2011: Stipendium des Int. Writers’ and Translators’ House Ventspils Lettland
- 2011: Literaturstipendium des Künstlerdorfes Schöppingen
- 2010: Workshopstipendium mit „Forum der 13“ Künstlerhaus Lukas in Ahrenshoop
- 2009: Stipendium des Int. Writers’ and Translators’ House Ventspils Lettland
- 2006/2007: Stipendiatin der Drehbuchwerkstatt München
- 2006: 1. Preis Writing Tournament des Scriptforum[4]

## Werke
- waldoffen, Gedichte, Allitera, München 2011, ISBN 978-3-86906-180-1
- Kameraübung, Erzählungen, Kremayr & Scheriau, Wien 2016, ISBN 978-3-218-01024-5
- Die Entmieteten, Roman, Satyr Verlag, Berlin 2019, ISBN 978-3-947106-31-8